# 毛轴碎米蕨
毛轴碎米蕨（学名：Cheilanthes chusana）为凤尾蕨科碎米蕨属下的一个种。